# Рокупр
Рокупр (англ. Rokupr) — город на северо-западе Сьерра-Леоне, на территории Северной провинции. Входит в состав округа Порт-Локо.

## Географическое положение
Город находится в северо-западной части провинции, на левом берегу реки Коленте, на расстоянии приблизительно 65 километров к северо-северо-востоку (NNE) от столицы страны Фритауна. Абсолютная высота — 18 метров над уровнем моря.

## Население
По данным переписи 1985 года численность населения города составляла 8 283 человек.
Динамика численности населения города по годам:
| 1963  | 1974  | 1985  | 2012   |
| ----- | ----- | ----- | ------ |
| 4 151 | 5 780 | 8 283 | 12 744 |

## Транспорт
Ближайший аэропорт расположен в городе Фритаун.